# Amgen
Amgen Inc. (trước đây là Applied Molecular Genetics Inc.) là một tập đoàn đa khoa sinh học đa quốc gia của Hoa Kỳ có trụ sở ở Thousand Oaks, California. Nằm ở thung lũng Conejo, Amgen là công ty công nghệ sinh học độc lập lớn nhất thế giới. Trong năm 2013, dòng sản phẩm bán chạy nhất của công ty là Neulasta/Neupogen, hai loại thuốc liên quan đến nhau được dùng để ngăn ngừa nhiễm trùng cho bệnh nhân đang điều trị ung thư; và Enbrel. Các sản phẩm khác gồm Epogen, Aranesp, Sensipar/Mimpara, Nplate, Vectibix, Prolia và XGEVA.